# Egerton Rudolph Richardson
Egerton Rudolph Richardson (* 15. August 1912 in Saint Catherine; † 9. Oktober 1988 in Kingston) war ein jamaikanischer Diplomat.

## Leben
Egerton Rudolph Richardson war ein Absolvent der Universität Oxford und trat 1933 in den Dienst der britischen Kolonialbehörde.
Von 1962 bis 12. September 1967 und von 1981 bis 1984 war er ständiger Vertreter der jamaikanischen Regierung beim UN-Hauptquartier in New York City. Von 12. September 1967 bis 2. Oktober 1972 war er Botschafter in Washington, D.C.
Er wurde von seiner Frau Ivonne, einer Tochter und einem Sohn überlebt.
| Vorgänger         | Amt | Nachfolger                      |
| ----------------- | --- | ------------------------------- |
| —                 | Jamaikanischer ständiger Vertreter beim UN-Hauptquartier 1962 bis 12. September 1967                                           | Keith Johnson                   |
| Neville Ashenheim | jamaikanischer Botschafter in Washington, D.C. 30. August 1967 ernannt von 12. September 1967 bis 2. Oktober 1972 akkreditiert | Douglas Valmore Fletcher        |
| Donald Mills      | Jamaikanischer ständiger Vertreter beim UN-Hauptquartier 1981 bis 1984                                                         | Lloyd Melville Harcourt Barnett |